# Brixen im Thale
Brixen im Thale település Ausztriában, Tirolban a Kitzbüheli járásban található. Területe 31,38 km², lakosainak száma 2 619 fő, népsűrűsége pedig 83 fő/km² (2014. január 1-jén). A település 794 méteres tengerszint feletti magasságban helyezkedik el.
A település részei: 
- Brixen im Thale 
  - Maria Luisenbad
- Feuring 
  - Winkl
  - Zöpfl
- Hof 
  - Achenberg
  - Moosen
  - Obing
- Lauterbach
- Sonnberg 
  - Buchberg
  - Griesberg
  - Salvenberg

## Fordítás
- Ez a szócikk részben vagy egészben  a   Brixen im Thale című angol Wikipédia-szócikk ezen változatának fordításán alapul.  Az eredeti cikk szerkesztőit annak laptörténete sorolja fel. Ez a jelzés csupán a megfogalmazás eredetét és a szerzői jogokat jelzi, nem szolgál a cikkben szereplő információk forrásmegjelöléseként.